# Tomás Bordalejo
 (mars 2021).
 (mars 2021).
Tomás Bordalejo, né le 17 juillet 1983 à Buenos Aires, est un compositeur, arrangeur et guitariste argentin résidant en France.

## Biographie
Tomás Bordalejo arrive en 2005 à Paris, après avoir obtenu un diplôme de musicien professionnel au sein de l'Institut de musiques contemporaines de Buenos Aires, sa ville natale.
Il intègre le Conservatoire de Gennevilliers, puis le Pôle Supérieur Paris Boulogne et l'université Paris IV, où il obtiendra le DNSPM de Création musicale (arrangement) ainsi qu'une Licence de Musicologie.
Il rencontre en 2009 le compositeur Bernard Cavanna au sein de l'académie musicale de Villecroze.  
En 2016, à la suite de sa résidence de recherche-création au sein de l'Ircam, le Collegium Musicae et l'Ircam lui commandent une œuvre dénommée Hauteurs qui sera créée la même année à la Philharmonie de Paris. En 2018, il écrit Fétiches à l'attention de la violoniste Noëmi Schindler, pièce commandée par Radio France. En 2019, il crée Almafuerte, pièce pédagogique écrite à la demande de la maitrise du CRR de Paris et de l’Ensemble l’Itinéraire (commanditaire de l’œuvre), ainsi que la pièce Baguala (commande de la Scala paris) à l'attention du pianiste David Kadouch.    
L'année 2020 est marquée par le début de sa résidence artistique auprès du chœur Les Cris de Paris avec lequel il mène, entre autres, un travail pédagogique auprès des écoles de la ville de Nancy.     
Depuis 2013, il enseigne la guitare au Conservatoire Edgar-Varèse de la ville de Gennevilliers.    
Il est également président de l'ensemble 2e2m depuis 2019.

## Prix
- Fondation Banque Populaire (prix 2013 et lauréat 2020)[13]
- Prix de la Tribune des compositeurs de l'Argentine, TRINAC (2020) pour la pièce Fétiches, cinq caprices pour violon

## Publications
- Tribune Ville quiète, ville inquiète pour La Lettre du Musicien[14]
- Tomás Bordalejo et co, Lettres de musiciens confinés, La Lettre Du Musicien Editions, 6 avril 2020 (ISBN 979-1091544108, lire en ligne).

## Émissions
- Carrefour de la création : Compositeur et confiné, par Rodolphe Bruneau-Boulmier (France Musique, 2020)[15]
- Le Portrait Contemporain : Le compositeur Tomás Bordalejo : réinventer la matière, par Arnaud Merlin (France Musique, 2019)[16]
- Création Mondiale : "Fétiches, 5 caprices pour violon " de Tomas Bordalejo (Diffusion intégrale et portrait du compositeur), par Anne Montaron (France Musique, 2018)[6]
- L'invité de RFI :(es)Tomás Bordalejo, cuando la guitarra se electriza, par Jordi Batalle (RFI, 2016)[17]

## Œuvres
- Instantané N°1, pour chœur en visioconférence, créée et commandée par Les Cris de Paris pour Arte concert [9]
- Les Heures, concerto pour percussion et ensemble (2020), commande de la Fondation Salabert [18]
- Baguala, pour piano (2019), commande de la Scala paris et créée par David Kadouch[19]
- Almafuerte, pièce pédagogique pour chœur d'enfants à 3 voix égales et 5 musiciens (2019)[20], commandée et créée par l’Ensemble L’Itinéraire
- Fétiches, pour violon (2018), créée par Noëmi Schindler et commandée par Radio France[21]
- Fenêtrages 2, pour percussion et piano (2018)
- Milongbe, pour 9 musiciens (2018), commandée et créée par l'Ensemble Aleph à La Cartoucherie[22]
- Le phallus magique, opéra de poche pour 2 chanteurs et petit ensemble dirigé (2017)[23]
- 3 études sur Webern, pour 10 musiciens (2016)
- Fenêtrages, pour percussion (2016)
- Hauteurs, pièce pour guitare augmentée et électronique (2016), commande du Collegium Musicae et l'Ircam, créée à la Philharmonie de Paris[24]
- Il y eut, mélodie pour voix et guitare (2016)
- Je ne veux pas me dévoiler, pièce pédagogique pour accordéon (2016)
- Bureau 470, opéra de poche pour 4 chanteurs et petit ensemble dirigé (2016), créée au conservatoire de Gennevilliers[25]. Nouvelle production au Théâtre Colon en 2019[26].
- 3 motets, pour 5 voix à capella (2016), créée par l'ensemble Les voix animées à l'Abbaye du Thoronet [27]
- Iota, pour soprano, clarinette, alto et accordéon (2015), créée par Armelle Khourdoïan, Michel Portal, Gérard Caussé et Vincent Lhermet à la Salle Gaveau[28]
- D'ombre et de lumière, concerto pour violon et orchestre à cordes (2015), créé par Marianne Piketty à la Chapelle de Ronchamp [29]
- En rappel, pour accordéon (2014), créée par Vincent Lhermet à l'Opéra de Lille[30]
- Cercles, pour piano (2014), créée par Guillaume Vincent [31]
- Tango des Lilas, pour violon et bandonéon (2014)
- Voix-Là, pièce de théâtre musical pour le très jeune public (2014)
- Zapping 2, pour 6 musiciens (2013), créée par l'Ensemble Court-Circuit [32]
- Quatuor à cordes (2013), créée par le Quatuor Girard
- 9 solos pour violon et ensemble, pièce pédagogique pour plusieurs jeunes violonistes solistes et ensemble (2013)
- Surveiller et punir, pour violon, violoncelle et accordéon (commande du festival du violoncelle de Beauvais) (2012)[33]
- Parkour, pour huit cors solistes et grand orchestre (2012)
- Repères, pour clarinette, marimba et contrebasse (2010), créée par l'Ensemble TM+

## Discographie
En tant que compositeur :
- Fétiches (Paraty, à paraitre en 2021)
- Rameau, hier et aujourd'hui, avec Vincent Lhermet, accordéon (Klarthe, 2015)[34]

En tant que guitariste (sideman):
- Nahuel Di Pierro, Anclao en paris (Audax, 2019)[35]
- Rudi Flores, Tango noche y guitarra (Buda, 2014) [36]

En tant qu'arrangeur :
- Tango avec Pascal Contet (accordéon), Orchestre Royal de Chambre de Wallonie, Paul Meyer (Aparté, 2021)[37]
- Anclao en paris (Audax, 2019)[35]
- Duo Paul Meyer & Pascal Contet, Fantaisies lyriques (Sony classical, 2015)[38]